# Siga el baile
Siga el baile es una canción rioplatense con ritmo de candombe y milonga. La letra, del pianista, autor y compositor uruguayo Carlos Warren, es una adaptación de Siga el Tango, una canción escrita por el poeta, actor y autor argentino Francisco Bastardi y musicalizada por el propio Warren junto al director de orquesta, compositor y violinista argentino Edgardo Donato.
Al cambiarle el título y adaptar la letra de Siga el Tango para hablar sobre las comparsas de candombe, Warren contó con la colaboración del coautor de la música del tema original, Edgardo Donato, para adaptar la música al nuevo ritmo.
La primera versión conocida de este tema fue cantada por el músico argentino Alberto Castillo e incluida en su álbum De mi barrio de 1945.
Tanto Siga el tango como su adaptación, Siga el baile, fueron registradas en la Sociedad Argentina de Autores y Compositores (SADAIC), el 19 de diciembre de 1940 y el 23 de noviembre de 1956 respectivamente.
Asimismo, Siga el baile integra el Catálogo de Autores Uruguayos de A.G.A.D.U. (Asociación General de Autores del Uruguay).

## Otras versiones
- Alberto Castillo la interpretó por primera vez en su disco De mi barrio.
- Los Auténticos Decadentes & Alberto Castillo en su disco de duetos Fiesta monstruo de 1993.
- Donald la interpretó en su disco La dolce vita.
- Jaime Roos interpretó esta canción en la película de 2004, Luna de Avellaneda de Juan José Campanella.